# City of London Sinfonia

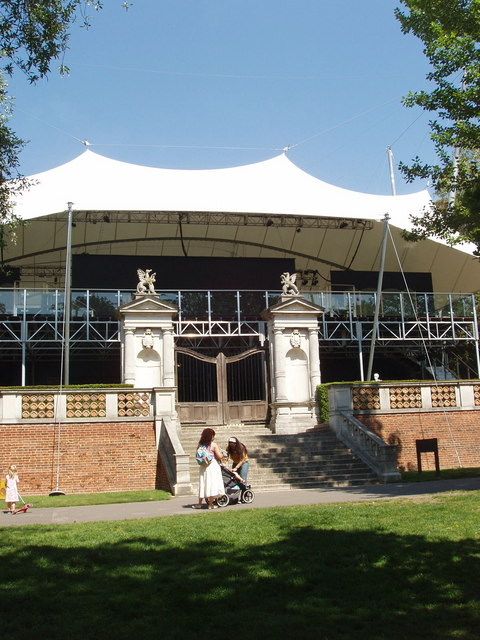
Scène de l'Opera Holland Park.

Le City of London Sinfonia (CLS) est un orchestre de chambre basé à Londres. 
À Londres, le CLS joue notamment au Cadogan Hall et à St Paul's Cathedral. C'est aussi l'orchestre résident à l'Opera Holland Park (en). Il se produit également dans quatre villes du sud de l'Angleterre : Ipswich, King's Lynn, High Wycombe et Chatham.

## Historique
Le City of London Sinfonia a été fondé en 1971 par Richard Hickox.

## Directeur artistique
- Richard Hickox (1971–2008)